# Ferdinand Gerlach (Richter)

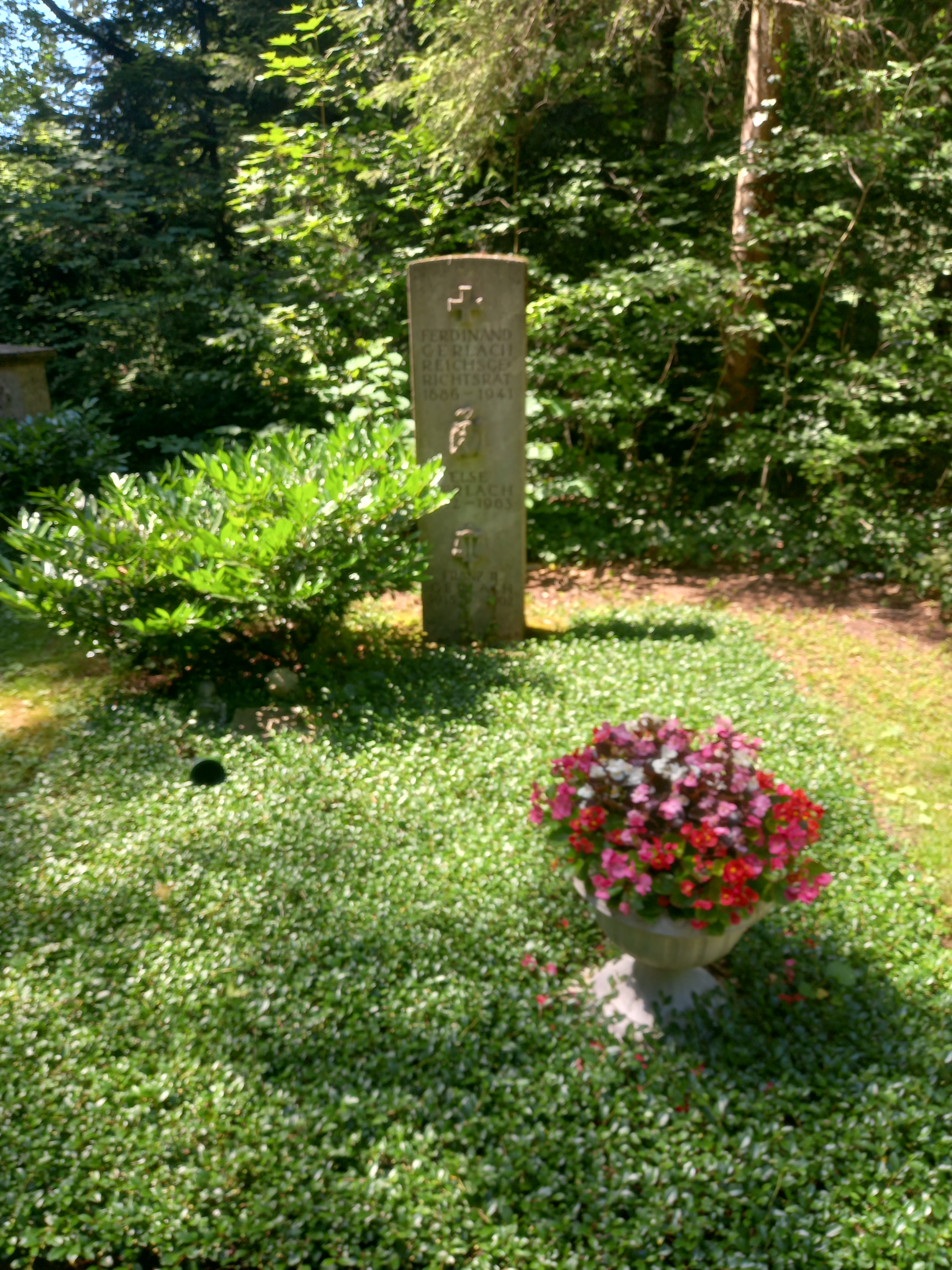
Das Grab von Ferdinand Gerlach und seiner Ehefrau Else geborene Goldschmidt auf dem Waldfriedhof (München)

Ferdinand Gerlach (* 31. Mai 1886 in Aschaffenburg; † 27. Juni 1941 in München) war ein deutscher Reichsgerichtsrat.

## Leben
Der Sohn eines katholischen Kaufmanns bestand die erste juristische Staatsprüfung 1909 mit bestanden, die zweite 1913 mit gut (Platzziffer 4 von 304 Kandidaten). Mitte Mai 1914 wurde er ständiger rechtskundiger Hilfsarbeiter im bayrischen Justizministerium. Am 1. Mai 1915 wurde er III. Staatsanwalt beim Landgericht München I unter Belassung im Justizministerium. Er diente im Ersten Weltkrieg als Oberleutnant der Reserve, zuletzt als Kriegsgerichtsrat im Kriegsministerium. Im Justizministerium machte er nach dem Krieg weiterhin Karriere: Am 1. April 1919 wurde er zum Amtsrichter am Amtsgericht München ernannt. II. Staatsanwalt beim Amtsgericht München I wurde er im November 1919, und beim Landgericht München I 1920. Von 1920 bis 1922 war er im Heeresabwicklungsamt beschäftigt. 1923 kehrte er in die Justiz zurück als II. Staatsanwalt beim Landgericht München I. In einer Dienstbeurteilung galt er als „besonders tüchtig“. Mitte April 1925 wurde er Rat beim Landgericht München, Mai 1930 Oberstaatsanwalt dort. Zwei Monate später wurde er Landgerichtsdirektor und Hilfsarbeiter beim Reichsgericht. Mitte August 1932 wurde er Reichsgerichtsrat. Neujahr 1938 musste er auf Grund des § 6 des Gesetzes zur Wiederherstellung des Berufsbeamtentums in den Ruhestand treten. Er war seit 1914 mit Else geborene Goldschmidt verheiratet, die vom Judentum zum Katholizismus übergetreten war. Ursprünglich hatte das Reichsjustizministerium für Gerlach nach § 5 I eine Ratsstelle beim Oberlandesgericht München vorgesehen. Davon ist man ohne Angabe von Gründen wieder abgekommen. Der Vollblutjurist ist an „gebrochenem Herzen“ gestorben, wie seine Frau erzählte. Frau und Sohn überlebten auf Grund glücklicher Umständen.

## Schriften
- Zehn Lösungen aus dem Strafprozessrecht der Staatsprüfungs-Aufgaben 1921–1929. München 1931.
- Zehn Lösungen aus dem bürgerlichen Recht (BGB, Schuldverhältnisse) der Staatsprüfungs-Aufgaben 1921–1926. München 1931.